# Francisco Afonso
Francisco Rafael Loureiro Afonso, noto semplicemente come Francisco Afonso (Aveiro, 24 aprile 1997), è un calciatore portoghese, difensore del Paredes.

## Caratteristiche tecniche
È un terzino destro.

## Carriera

### Club
Cresciuto nelle giovanili del Paços Ferreira, ha esordito in prima squadra il 30 aprile 2016 disputando l'incontro di Primeira Liga vinto 2-0 contro il Belenenses.

### Nazionale
Ha giocato nelle nazionali giovanili portoghesi Under-15 ed Under-16.

## Statistiche

### Presenze e reti nei club
Statistiche aggiornate al 26 dicembre 2018.
| Stagione                 | Squadra                  | Campionato               | Campionato | Campionato | Coppe nazionali | Coppe nazionali | Coppe nazionali | Coppe continentali | Coppe continentali | Coppe continentali | Altre coppe | Altre coppe | Altre coppe | Totale | Totale | Totale |
| Stagione                 | Squadra                  | Comp                     | Pres       | Reti       | Comp            | Pres            | Reti            | Comp               | Pres               | Reti               | Comp        | Pres        | Reti        | Pres   | Reti   |        |
| ------------------------ | ------------------------ | ------------------------ | ---------- | ---------- | --------------- | --------------- | --------------- | ------------------ | ------------------ | ------------------ | ----------- | ----------- | ----------- | ------ | ------ | ------ |
| 2015-2016                | Paços Ferreira           | PL                       | 2          | 0          | CP+CdL          | 0               | 0               |                    | -                  | -                  |             | -           | -           | 2      | 0      |        |
| 2016-2017                | Paços Ferreira           | PL                       | 3          | 0          | CP+CdL          | 1+4             | 0               |                    | -                  | -                  |             | -           | -           | 8      | 0      |        |
| 2017-2018                | Paços Ferreira           | PL                       | 6          | 0          | CP+CdL          | 0+3             | 0               |                    | -                  | -                  |             | -           | -           | 9      | 0      |        |
| Totale Paços de Ferreira | Totale Paços de Ferreira | Totale Paços de Ferreira | 11         | 0          |                 | 8               | 0               |                    | -                  | -                  |             | -           | -           | 19     | 0      |        |
| 2018-2019                | São Martinho             | CDP                      | 9          | 0          | CP              | 0               | 0               |                    | -                  | -                  |             | -           | -           | 9      | 0      |        |
| Totale carriera          | Totale carriera          | Totale carriera          | 20         | 0          |                 | 8               | 0               |                    | -                  | -                  |             | -           | -           | 28     | 0      |        |